# کامستاک (نبراسکا)
کامستاک(به انگلیسی: Comstock) شهری در ایالت نبراسکا کشور ایالات متحده آمریکا است که جمعیت آن در سرشماری سال ۲۰۱۰ میلادی، ۹۳ نفر بوده‌است.